# José María Clemente Marcet
José María Clemente Marcet és un empresari català conegut per la seva implicació en diverses operacions controvertides.
El 1999 va estar involucrat en una operació de tràfic de 2.000 quilos de cocaïna transportats en un avió privat del príncep saudita Nayef al Shaalan, fet que el va portar a ser condemnat a cinc anys de presó a França el 2007, una sentència ratificada el 2014. Durant els anys 2000, va establir una relació estreta amb l'excomissari José Manuel Villarejo, amb qui va col·laborar en operacions relacionades amb paradisos fiscals i activitats de blanqueig de capitals. Clemente Marcet també va tenir un paper destacat en l'anomenada Operació Catalunya, proporcionant informació falsa sobre una suposada fundació de la família Pujol a Ginebra amb 137 milions d'euros.
A més, va actuar com a informant per a l'FBI en la investigació contra l'expresident del FC Barcelona, Sandro Rosell, gràcies a la seva col·laboració amb Villarejo.